# Bill Nelson
Clarence William (Bill) Nelson (Miami (Florida), 29 september 1942) is een Amerikaans politicus van de Democratische Partij. Sinds 3 mei 2021 is hij Administrator of NASA (benoemd directeur) voor de regering van president Biden. Daarvoor was hij van 2001 tot 2019 senator voor Florida, en daarvoor was hij Afgevaardigde voor het 11e district van Florida van 1991 tot 1983 en Afgevaardigde voor het 9e district van 1979 tot 1983. In november 2018 verloor Nelson zijn zetel aan de zittende gouverneur van Florida Rick Scott, die hem begin januari 2019 heeft opgevolgd.
Naast zijn politieke carrière was Nelson ook enige tijd astronaut voor NASA. In januari 1986 was Nelson "payloadspecialist" tijdens missie STS-61-C

## Levensloop
Nelson studeerde drie jaar aan de Universiteit van Florida, maar maakte toen de overstap naar Yale en behaalde daar in 1965 zijn Bachelor of Arts. Hij diende bij de Nationale Reserve van 1965 tot 1971. Gedurende deze tijd studeerde hij aan de Universiteit van Virginia, waar hij in 1968 een graad in de Rechten behaalde. Nelson trouwde in 1972 met Grace Cavert. Samen hebben zij twee kinderen.
Nelson werkte als brandweerman en later als advocaat voordat hij aan zijn politieke carrière begon. Van 1972 tot 1979 was hij lid van het Huis van Afgevaardigden van de staat Florida. Daarna werd hij gekozen in het Amerikaanse Huis van Afgevaardigden. In deze positie diende hij van 1979 tot 1991.

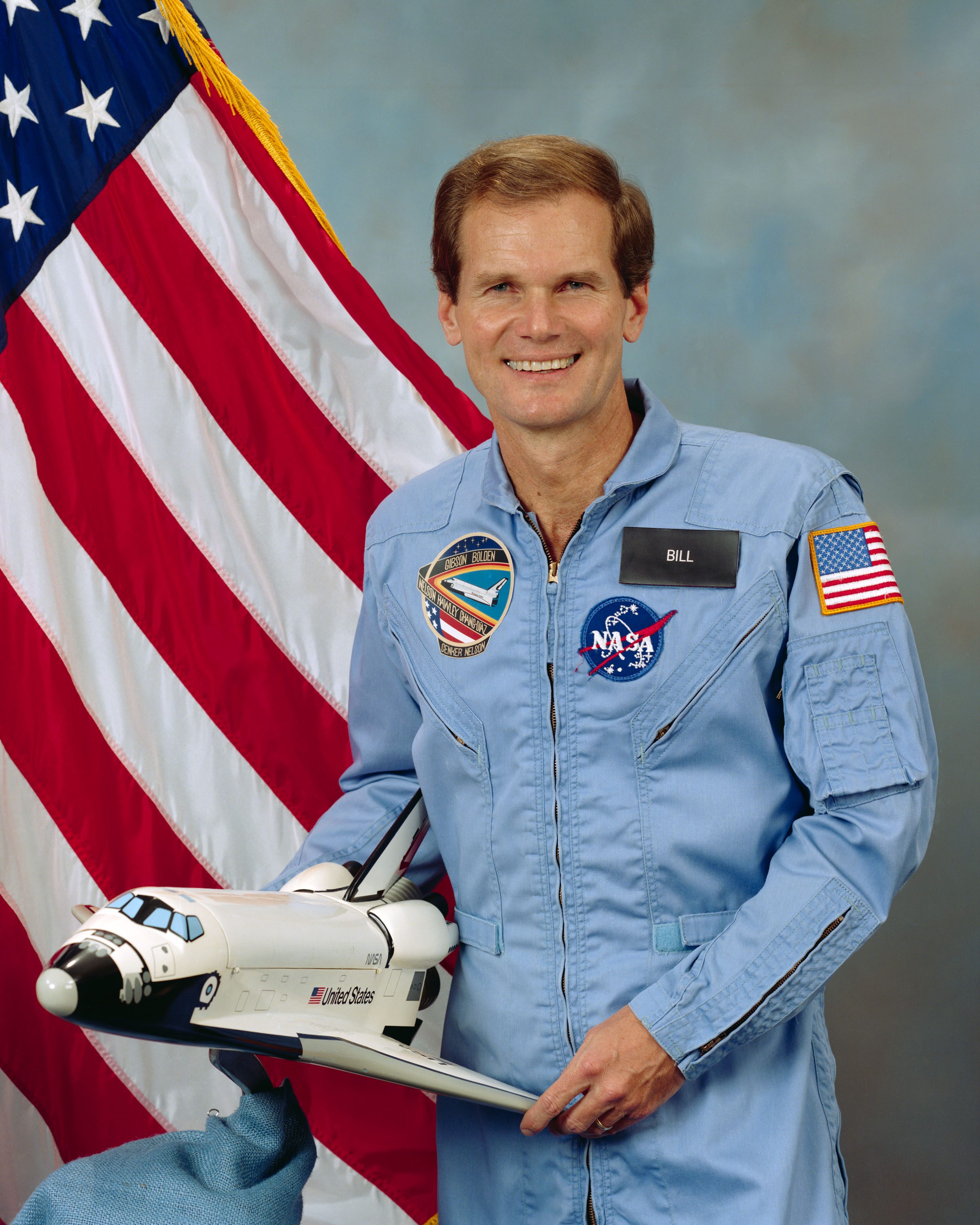
Bill Nelson als astronaut.

In 1986 was Nelson het tweede lid van het Congres (en het eerste lid van het Huis van Afgevaardigden) die een reis in de ruimte maakte. Samen met senator Jake Garn doorliep hij een ruimteprogramma. Van 12 tot 18 januari 1986 bracht hij samen met zes andere astronauten met de Spaceshuttle Columbia een bezoek aan de ruimte. Slechts tien dagen na terugkomst was er sprake van een groot ongeluk met de Spaceshuttle Challenger, die kort na de lancering explodeerde. Nelson was oorspronkelijk voor deze missie ingepland, maar werd later aan STS-61-C toegewezen, waardoor hij deze ramp ontliep.
In 1990 probeerde Nelson de Democratische nominatie voor het gouverneurschap van Florida te verkrijgen. Hij verloor die strijd echter. Dit kwam doordat hij met name inzette op de gezondheid van kinderen, een strategie die hem niet van pas kwam in een staat met veel senioren en gepensioneerden.
Van 1995 tot 2000 was Nelson schatkistbewaarder van de staat Florida.

## Senaat
In 2000 won Nelson de verkiezingen voor de senaat door zijn Republikeinse opponent te verslaan.
In de senaat heeft Nelson zich vooral gekeerde tegen olieboringen voor de kust van Florida. Hij steunt pogingen van de overheid bij onderhandelingen met de farmaceutische industrie voor lagere medicijnprijzen.
Nelson staat bekend als een gematigde Democraat. Hij stemde voor strengere regels bij faillissement van banken en het afschaffen van het successierecht. Hij stemde tegen een voorstel om late abortus (tussen de 18 en 26 weken) te verbieden, omdat daarin geen uitzondering werd gemaakt als gezondheid van de moeder in het geding was. Ook stemde hij tegen een voorstel voor straffen tegen mensen die de een geboren kind iets aandoen bij het begaan van een misdaad. Over het algemeen scoort Nelson goed bij linkse politieke actiegroepen.
Vanaf 2010 was Nelson een van de drijvende politieke krachten achter de ontwikkeling van NASA’s Space Launch System. De raket die rond de techniek van de Spaceshuttle is ontworpen moest in de toenmalige plannen bemande ruimtevaart naar Mars mogelijk maken en banen die door de beëindiging van het Spaceshuttleprogramma op de tocht stonden redden.
Bij zijn herverkiezing in 2006 werd vanuit het Republikeinse kamp veel actie ondernomen om die herverkiezing te voorkomen. Een belangrijke oorzaak daarvoor was de weigering om te voorkomen dat de sondevoeding bij comapatiënt Terri Schiavo werd gestopt. Als gevolg van die stopzetting overleed zij. In 2012 versloeg Nelson de Republikein Connie Mack IV, wiens vader hij in 2001 was opgevolgd.
De senator was aanvankelijk tegenstander van het huwelijk tussen mensen van dezelfde sekse. In 2013 herriep hij zijn eigen standpunt. In 2010 had hij al gestemd voor het een herroeping van het Don't ask, don't tell-beleid binnen het Amerikaanse leger.
Nelson stelde in 2017 wetgeving voor waarbij de rente op studieleningen beperkt moest worden tot 4 procent.

## Bezoek aan Syrië
Op 13 december 2006 reisde Nelson naar Damascus en had daar een ontmoeting met Bashar al-Assad, de president van Syrië. Volgens Nelson zou Assad hebben gezegd dat er “een gemeenschappelijk belang was om de situatie in Irak te stabiliseren. Ik denk dat de deur op een kier staat, en het is open voor discussie of we hiermee verder gaan”. Het Witte Huis sprak bij monde van haar woordvoerder Tony Snow uit dat leden van het Congres niets in Syrië te zoeken hadden.

## NASA-directeur
Op 19 maart 2021 kondigde president Biden de aanstaande voordracht aan van Bill Nelson voor voor de post Administrator of NASA oftewel de directeur van NASA. Op 24 maart werd de voordracht formeel bevestigd en naar de senaat gestuurd. Op 21 april was Nelsons confirmation hearing waarbij al duidelijk werd dat hij geruime steun uit beide partijen kon verwachten. Op 29 april 2021 gaf de senaat zijn voordracht unaniem zijn goedkeuring. Op 3 mei werd hem door vice president Kamala Harris de eed afgenomen waarna hij zich Administrator of NASA mag noemen. Dit gebeurde in het bijzijn van oud NASA-directeur Charles Bolden. Nelson’s voorganger Jim Bridenstine was digitaal aanwezig omdat het aantal aanwezigen wegens de Covid 19-pandemie klein gehouden werd.
Alabama: Tuberville (R) · Britt (R)
Alaska: Murkowski (R) · Sullivan (R)
Arizona: Kelly (D) · Gallego (D)
Arkansas: Boozman (R) · Cotton (R)
Californië: Padilla (D) · Schiff (D)
Colorado: Bennet (D) · Hickenlooper (D)
Connecticut: Blumenthal (D) · Murphy (D)
Delaware: Coons (D) · Blunt Rochester (D)
Florida: R. Scott (R) · Moody (R)
Georgia: Ossoff (D) · Warnock (D)
Hawaï: Schatz (D) · Hirono (D)
Idaho: Crapo (R) · Risch (R)
Illinois: Durbin (D) · Duckworth (D)
Indiana: Young (R) · Banks (R)
Iowa: Grassley (R) · Ernst (R)
Kansas: Moran (R) · Marshall (R)
Kentucky: McConnell (R) · Paul (R)
Louisiana: Cassidy (R) · Kennedy (R)
Maine: Collins (R) · King (O)
Maryland: Van Hollen (D) · Alsobrooks (D)
Massachusetts: Warren (D) · Markey (D)
Michigan: Peters (D) · Slotkin (D)
Minnesota: Klobuchar (D) · Smith (D)
Mississippi: Wicker (R) · Hyde-Smith (R)
Missouri: Hawley (R) · Schmitt (R)
Montana: Daines (R) · Sheehy (R)
Nebraska: Fischer (R) · Ricketts (R)
Nevada: Cortez Masto (D) · Rosen (D)
New Hampshire: Shaheen (D) · Hassan (D)
New Jersey: Booker (D) · Kim (D)
New Mexico: Heinrich (D) · Luján (D)
New York: Schumer (D) · Gillibrand (D)
North Carolina: Tillis (R) · Budd (R)
North Dakota: Hoeven (R) · Cramer (R)
Ohio: Moreno (R) · Husted (R)
Oklahoma: Lankford (R) · Mullin (R)
Oregon: Wyden (D) · Merkley (D)
Pennsylvania: Fetterman (D) · McCormick (R)
Rhode Island: Reed (D) · Whitehouse (D)
South Carolina: Graham (R) · T. Scott (R)
South Dakota: Thune (R) · Rounds (R)
Tennessee: Blackburn (R) · Hagerty (R)
Texas: Cornyn (R) · Cruz (R)
Utah: Lee (R) · Curtis (R)
Vermont: Sanders (O) · Welch (D)
Virginia: Warner (D) · Kaine (D)
Washington: Murray (D) · Cantwell (D)
West Virginia: Moore Capito (R) · Justice (R)
Wisconsin: Johnson (R) · Baldwin (D)
Wyoming: Barrasso (R) · Lummis (R)
(D): Democraat · (R): Republikein · (O): Onafhankelijk
- Gemeinsame Normdatei: 1353798461
- Library of Congress Control Number: n87943789
- SNAC: w6xm6cdm
- Biographical Directory of the United States Congress: N000032